# Križovljan Radovečki
Križovljan Radovečki is een plaats in de gemeente Cestica in de Kroatische provincie Varaždin. De plaats telt 319 inwoners (2001).